# 拉克爾·丹喬
拉克爾·丹喬 MP（1990年4月16日—），加拿大政治人物，2019年起以加拿大保守黨黨員身份擔任加拿大國會下議院議員，代表曼尼托巴省溫尼伯的基爾多南-聖保羅選區。
丹喬在曼尼托巴省Beausejour的小型農業社區長大。 在轉向政治學之前，她首先作為商科學生就讀於麥基爾大學。 完成學業後，丹喬回到了曼尼托巴省，但她未能成功地在緬尼吐巴省議會獲得席位，此後她開始了她的職業生涯，為緬省省長布賴恩·帕利斯特的緬省進步保守黨省政府替多位省政府部長工作。
保守黨在2019年加拿大聯邦大選敗選後，她被時任保守黨黨魁熙爾任命為官方反對黨的影子內閣中擔任多元化、包容性和青年影子評議員。
丹喬在2020年加拿大保守黨黨魁選舉中支持奧圖爾。2021年11月，她被奧圖爾任命為影子公共安全評議員和公共安全和國家安全常務委員會 (SECU) 副主席。
2022年2月25日，保守黨臨時黨魁伯根重新任命丹喬為影子公共安全評議員。在2022年自由車隊抗議活動期間，丹喬反對自由黨總理賈斯汀·杜魯多的2019冠狀病毒病疫苗接種強制令措施，她認為這些強制令措施嚴厲且有悖於基本自由。 她還支持結束疫苗強制令。 她敦促聯邦政府為受這些措施影響的數百萬加拿大人提供解決方案。
2022年11月，保守黨黨魁博勵治保留丹喬為影子公共安全評議員。2025年5月，博勵治任命丹喬為影子工業評議員。